# Sergio Siorpaes
Sergio Siorpaes (Cortina d'Ampezzo, 20 de julio de 1934) es un deportista italiano que compitió en bobsleigh en las modalidades doble y cuádruple.
Participó en los Juegos Olímpicos de Innsbruck 1964, obteniendo dos medallas de bronce, en las pruebas doble y cuádruple. Ganó seis medallas en el Campeonato Mundial de Bobsleigh entre los años 1958 y 1966.

## Palmarés internacional
| Juegos Olímpicos   | Juegos Olímpicos             | Juegos Olímpicos  | Juegos Olímpicos |
| Año                | Lugar                        | Medalla           | Prueba           |
| ------------------ | ---------------------------- | ----------------- | ---------------- |
| 1964               | Innsbruck (Austria)          | Medalla de bronce | Doble            |
| 1964               | Innsbruck (Austria)          | Medalla de bronce | Cuádruple        |
| Campeonato Mundial |                              |                   |                  |
| Año                | Lugar                        | Medalla           | Prueba           |
| 1958               | Garmisch-Partenkirchen (RFA) | Medalla de plata  | Doble            |
| 1960               | Cortina d'Ampezzo (Italia)   | Medalla de oro    | Cuádruple        |
| 1961               | Lake Placid (Estados Unidos) | Medalla de oro    | Doble            |
| 1961               | Lake Placid (Estados Unidos) | Medalla de oro    | Cuádruple        |
| 1963               | Igls (Austria)               | Medalla de oro    | Doble            |
| 1966               | Cortina d'Ampezzo (Italia)   | Medalla de oro    | Doble            |